# هاني الراهب
هاني الراهب (1939- 2000 م) أديب وكاتب روائي سوري من اللاذقية. وهو عمُّ الممثلة والكاتبة واحة الراهب.

## سيرته
وُلد هاني محمد الراهب عام 1939 في قرية مشقيتا بمحافظة اللاذقية لكنه عاش أعوام طفولته متنقلاً ما بين المدينة والريف ومتأثراً بوفاة شقيقه الأكبر الذي كان يتولى رعاية العائلة بكاملها، فناب عنه أخوه الثاني إلى أن حصل هاني على الدرجة الثانية في الثانوية العامة وتم منحه مقعداً مجانياً في جامعة دمشق قسم اللغة الإنكليزية. حصل على الدرجة الثانية في الثانوية العامة، فمنح مقعداً مجانياً في جامعة دمشق، قسم اللغة الإنكليزية، كما منح راتباً شهرياً قدره 180 ليرة سورية.
في أواخر عام 1957 سكن هاني الراهب مع اثنين من رفاقه في غرفة واحدة في حي الشعلان، ثم دعاه أخوه هلال الرّاهب للعيش معه.
تخرّج هاني الراهب من كلية الآداب وعُيّن معيداً في قسم اللغة الإنكليزية، ثم ما لبث أن منحته الأمم المتحدة مقعداً في الجامعة الأمريكية في بيروت، وخلال عام واحد، حصل على شهادة الماجستير في الأدب الإنكليزي، وحصل في لندن على شهادة الدكتوراه خلال سنتين ونصف. وآثر ظروف عديدة سافر الراهب إلى دولة الكويت في الخليج العربي، أصابه بعد استئصال السرطان من جسم هاني، ظل الأطباء عاماً كاملاً يؤكدون بعد كل كشف دوري، أن جسده أصبح خالياً من المرض. وليس عليه سوى أن يتجنب البرد والتوتر العصبي والقلق النفسي. وعندما أنهى إقامته في الكويت وعاد إلى مأواه في دمشق كان مطمئناً إلى أنه يتمتع بكل العافية، وإلى أنه وفر من المال ما يكفيه وعائلته لتأمين حياة مستقرة وكريمة تؤمن له المناخ الملائم للكتابة والتأليف، وسرعان ما نشر روايتيه الأخيرتين (خضراء كالبحار) و (رسمت خطاً في الرمال) ولم يمض طويل من الوقت حتى اكتشف فجأة أن مرض السرطان لم يغادر جسده وتشبث فيه بانتشاره في أعضاء جسده كافة. وتوفي في دمشق إثر مرض عضال في السادس من شباط (فبراير) عام 2000. مارس كتابة الرواية والقصة والنقد الأدبي، له ثماني روايات وثلاث مجموعات قصصية صدرت آخرها بعيد رحيله.

## هاني الراهب المجدد
يُعَد هاني الراهب أنموذجًا للروائي المجدِّد والمتجدِّد، عمل على تطوير الرواية السورية من خلال اشتغاله وبحثه الدؤوب عن التعبير الروائي والتقـنية الروائية واقتصاد اللغة، فالتوتر اللغوي عنده يستمد نسيجه من تصور موحد للغة باعتبارها هيولى لا تزال في حالة الصيرورة، وفي هذا قال الراهب يوما: (ما دامت الرواية ظاهرة تكاد أن تكون حديثة العهد في تراثنا الأدبي، فينبغي أن يحتويها بناء لغوي وأسلوبي جديد)، وقد كان لكتاباته تأثير مميز على الرواية العربية شكلا ومضمونا وشكلت علامة بارزة في مسيرة الرواية العربية المعاصرة وتطورها.

### المهزومون
أعلنت دار الآداب في عام 1960، عن مسابقة للرواية العربية اشترك فيها أكثر من مئة وخمسين كاتباً عربياً، وكان هاني الراهب طالباً في جامعة دمشق، لم يتجاوز عمره الثانية والعشرين. وكانت المفاجأة بأن فازت روايته «المهزومون» بالجائزة الأولى.

### رواية ألف ليلة وليلتان
حاول الكاتب (ألف ليلة وليلتان) فيها أن يحكي قصة ثلاثين شخصاً كل واحد منهم يظن نفسه قائماً بذاته إلى أن تلطمه هزيمة حزيران (يونيو) فيكتشف أنه جزء صغير من مجتمع مهزوم وعمر هذه الهزيمة ألف عام. وقد تمثلت الرواية في بنيتها شكل هذا المجتمع، والزمن فيها هو زمن تجاوري أو تزامني، وعنها يقول الراهب:«أحسست بالثقة الكافية لتقديم حطام رواية، أنا مدين إلى حد ما إلى بنية (ألف ليلة وليلة) التي تحكي ألف حكاية».

### الروايتين «خضراء المستنقع» و«خضراء كالحقول»
كتب هاني الراهب روايتي (خضراء كالمستنقعات) و (خضراء كالحقول) بعد انهيار الاتحاد السوفييتي وانهيار التقدم العربي وانهيار النظام الإقليمي العربي، وقد انعكس هذا الإحساس على أدواته الفنية وأسلوبه في الكتابة، وعكف على كتابة مجموعة من الروايات الصغيرة بعنوان (كل نساء المدينة) وعندما صدر منها (خضراء كالمستنقعات) ظن البعض أنها رواية قائمة بذاتها واستغربوا وضعها على هذه الحالة.

### رواية التلال
رواية (التلال)  التي نشرت عام 1989 في بيروت، لم يستخدم الحوار بل استعاض عنه بالدلالات، تتناول عالمين متناقضين ظاهرياً عالم الأسطورة والأحلام والرغبات والهواجس المولدة من عذابات المجتمع وقحله كما يصفها الروائي حسن حميد وفي الجانب الآخر هناك عالم التاريخ الواقعي تماماً والمعروف.
فيها عدة أزمنة متداخلة مثل الزمن التاريخي المشار إليه مباشرة في الرواية (الحرب العالمية الأولى والثانية، وعام 1946) وهناك الزمن النفسي الذي يبدو جلياً في العديد من شخصيات الرواية، وهناك الزمان الأسطوري (الذي تمثله فيضه) وهناك أيضاً ما أسماه الراهب زمن اللازمان والذي يمثله الدراويش، وهي رواية تتكلم عن العرب، عن تجربة التقدم في تاريخ الأمة العربية المعاصر، وهي لا تخص قطراً عربيا دون آخر، فاستعمل أسماء الشخصيات والبلدان ذات الدلالة الخاصة والمستمدة من تاريخ المنطقة.

## كتابته القصة
لا يعتبر الراهب نفسه كاتب قصة قصيرة، وهو يقول أنه إذا نجحت عندي بعض القصص وهي أربع أو خمس قصص فهذا بالصدفة، ويعتبر نفسه كذلك قصير الباع بها ويفضل تسميتها بالأقصوصة، وهو يعبر على الدوام عن عدم استيائه من هذا الموضوع، فقد كان يكتب القصة كنوع من استراحة المحارب بين رواية وأخرى (عندما أعايش الحياة وأرى فيها أو ألتقط منها ما يمكنني التعبير عنه تعبيرا أدبيا، لا يخطر في بالي أن أفعل ذلك عن طريق الأقصوصة وإنما عن طريق الرواية), وقد كتب الراهب خلال حياته ثلاث مجموعات قصصية (المدينة الفاضلة) و (جرائم دونكيشوت) و (خضراء كالعلقم) والأخيرة نشرت بعيد وفاته عن دار الكنوز الأدبية التي ستعيد طباعة كل أعماله الإبداعية وترجماته ودراساته المختلفة، وقد كتب معظم قصص المجموعة الأخيرة بين مطلع الثمانينيات وأوائل التسعينيات، وقد تميزت القصص فيها بالحبكة المحكمة وبلغة متفردة ومميزة استطاع عبرها أن يدخل إلى أعماق الشخوص ويستنبط دواخلها الإنسانية والتباسات ضياع فرصها في الحياة دون أن يبتعد فيها عن الهم القومي والاجتماعي لتلك الشخوص، لقد كان الراهب هنا حكاء بارعا خفيف الظل وعميق المعنى.

## المكان في رواياته
المكان عموما في روايات هاني الراهب إشكالي، فهو موجود ومحدد في بعضها، وفي الآخر مبهم، فنجد في رواياته الثلاث الأولى أن المكان هو دمشق، وفي الوباء هو اللاذقية، وفي بلد واحد هو العالم يبدو المكان وكأنه حارة عربية وفي التلال هو مدينة، قد تكون دمشق أو القاهرة أو بغداد...

## موقفه من جائزة نوبل
عندما سئل الراهب ذات يوم عن مغازلته جائزة نوبل وموقفه منها أجاب: (بالنسبة لجائزة نوبل أنا لست مرشحا لها والذي كتبته حتى الآن هو ثماني روايات اثنتان منها فقط جديرتان بالقراءة والست الأخريات لابأس بهن ولدي كذلك مجموعتان قصصيتان، وهذه الجائزة إذا استثنينا منها الجانب المالي وهو جانب لعله الشيء الإيجابي الوحيد فيها، جائزة سيئة السمعة جدا نظرا لتدخل السياسة فيها بعيدا عن الاعتبارات الثقافية ومن ذلك بشكل خاص ترويجها قيما إمبريالية ورأسمالية لا تناسبني أنا العربي الذي أعتز بتراثي وحضارتي..), فشغل الراهب الروائي وترجماته الهامة واهتمامه بالأدب الصهيوني ودراسته بعمق شديد كان الشغل الشاغل لفكره وأدبه وحياته.

## أعماله
- المهزومون - رواية - بيروت 1961
- بلد واحد هو العالم - رواية - دمشق 1965.
- المدينة الفاضلة - قصص - دمشق 1969
- التلال - رواية - بيروت 1989
- شرخ في ليل طويل -رواية 1970
- خضراء كالمستنقعات - رواية - بيروت
- ألف ليلة وليلتان - رواية - 1977
- رسمت خطا في الرمال - رواية - بيروت 1999
- جرائم دونكيشوت - قصص 1978
- خضراء كالعلقم - قصص - بيروت
- الوباء -رواية -1981
- أعمال عديدة مترجمة عن الإنجليزية.[10][11]

## روابط خارجية
- هاني الراهب على موقع أرشيف الشارخ.